# Baldwinowice (Basse-Silésie)
Pour les articles homonymes, voir Baldwinowice.
Baldwinowice est une localité polonaise de la gmina de Ciepłowody, située dans le powiat de Ząbkowice Śląskie en voïvodie de Basse-Silésie.